# Gadamés (distrito)
Gadamés (em árabe: غدامس; romaniz.: Ghadames; em árabe líbio: ġdāməs) foi um distrito da Líbia. Criado em 1983, na reforma administrativa daquele ano, segundo censo de 1987 havia 52 247 residentes. Ao que parece foi abolido na reforma de 1995, pois seu nome não é mais mencionado nas fontes, porém reaparece em 2001, quando se registra que havia 15 280 residentes; sua existência, contudo, foi efêmera, e na última reforma foi absorvido pelo distrito de Nalute. Ele fazia divisa com a província de Tatauine na Tunísia a norte e as províncias de Uargla e Ilizi na Argélia a noroeste e oeste respectivamente. Na Líbia, fazia divisa com Nalute a nordeste, Mizda a leste e Axati a sul.